# Bernard Quatermass
Bernard Quatermass è un personaggio immaginario ideato da Nigel Kneale nel 1953 protagonista di quattro miniserie televisive britanniche, di quattro romanzi di fantascienza tratti dalle sceneggiature delle medesime, di tre lungometraggi cinematografici remake delle serie televisive, di un film per la televisione e di un radiodramma.

## Ideazione del personaggio
Nigel Kneale ideò il personaggio nel 1953, quando venne assunto alla BBC Television in qualità di sceneggiatore per creare una miniserie in sei puntate da trasmettere il sabato sera in luglio e agosto. Kneale chiamò inizialmente questo personaggio "Professor Charlton", ma poi decise di volere qualcosa di più suggestivo e difficile da dimenticare e quindi, essendo cresciuto sull'Isola di Man, venne ispirato dal fatto che sull'isola erano molto comuni i cognomi che cominciavano per "Qu" e, nell'elenco telefonico di Londra c'era una famiglia "Quatermass". Il cognome deriva da un'antica misura di terreno normanna in uso in Inghilterra dopo la conquista del paese da parte di Guglielmo il Conquistatore nel 1066. Il nome Bernard fu invece scelto in onore dell'astronomo Bernard Lovell, fondatore dell'osservatorio di Jodrell Bank.

## Caratterizzazione del personaggio
(Bernard Quatermass ne L'astronave atomica del dottor Quatermass)
Il dottor Bernard Quatermass è un brillante e stimato scienziato britannico. Spesso lavora per conto del governo. Grazie alla sua eccezionale preparazione scientifica, alle sue brillanti intuizioni e al suo coraggio, Quatermass salva in più occasioni il mondo dalla distruzione.
Bernard Quatermass non ha un preciso aspetto fisico, essendo stato impersonato da così tanti attori di fisionomia differente tra loro e di età variabile. Si tratta di un uomo di mezza età, rappresentato con i baffi e l'aspetto elegante nei primi episodi, divenendo un professore anziano, trasandato e con la barba nella versione cinematografica di Quatermass and the Pit, L'astronave degli esseri perduti (1967) e nella successiva serie degli anni settanta, Quatermass Conclusion - La Terra esplode (Quatermass).
Delle origini di Quatermass, nei film e nelle serie televisive in cui appare, è detto davvero poco. In The Quatermass Experiment, si lamenta che avrebbe potuto proseguire la sua carriera originale di "mappatura dei tropici". Nel radiodramma del 1996 The Quatermass Memoirs, viene rivelato che il protagonista venne inizialmente coinvolto negli esperimenti missilistici degli anni trenta, e che sua moglie morì in giovane età. Il prequel mai realizzato Quatermass in the Third Reich, concepito da Kneale a fine anni novanta, avrebbe visto Quatermass viaggiare nella Germania nazista durante le Olimpiadi del 1936 e collaborare con Wernher von Braun al programma missilistico tedesco, prima di aiutare un giovane ebreo rifugiato a scappare dal paese. Secondo The Quatermass Memoirs, durante la seconda guerra mondiale Quatermass condusse un lavoro segreto per l'esercito britannico, di cui lui in seguito rifiuterà di parlare.
Dal 1953 Quatermass è a capo del British Experimental Rocket Group, che ha in programma il lancio di un missile nello spazio con a bordo degli astronauti dalla base di Tarooma, in Australia. Benché Quatermass lanci con successo un equipaggio di tre uomini, il razzo supera di gran lunga l'orbita prevista e si schianta al suolo a Londra. Solamente un componente dell'equipaggio sopravvive, Victor Carroon, ma una presenza aliena, dopo aver assorbito gli altri membri dell'equipaggio, si impossessa di lui, costringendo Quatermass a distruggerlo nell'Abbazia di Westminster.
Nonostante ciò, Quatermass continua nel suo programma spaziale e in Quatermass II (1955), sta attivamente pianificando di stabilire delle basi lunari. In questo capitolo della saga, possiamo incontrare la figlia del professore, Paula Quatermass, che lavora come assistente nel Rocket Group, ma non c'è traccia di una moglie o di altri figli. Nel quarto episodio della saga, Quatermass accenna al fatto che non ha mai raggiunto il venticinquesimo anniversario di matrimonio, il che si accorda con quanto affermato successivamente in The Quatermass Memoirs, riguardo alla prematura scomparsa della moglie.
All'inizio della terza serie televisiva, Quatermass and the Pit (1958–59), scopriamo che il Rocket Group di Quatermass ha subito dei tagli economici ed è stato posto sotto il controllo militare, con grande disappunto da parte del professore. Il comando viene affidato al Colonnello Breen e Quatermass capisce di stare per essere estromesso: comunque, alla fine di questo capitolo della serie, Breen muore, Quatermass salva il mondo e Londra è nel caos.
Non è chiaro che cosa accada al Rocket Group immediatamente dopo ciò: nel successivo capitolo di Quatermass che appare sullo schermo, Quatermass Conclusion - La Terra esplode del 1979, Quatermass si è da tempo ritirato, andando a vivere nelle Highlands scozzesi. È da poco divenuto il tutore della sua nipote adolescente, Hettie, dopo che i genitori sono morti in un incidente automobilistico in Germania. Dopo che Hettie scappa di casa, Quatermass va a Londra per cercarla e si imbatte in una società distopica. Quatermass e lo scienziato Joe Kapp comprendono che una forza aliena sta causando una crisi della società e Quatermass elabora un piano per indurre gli intrusi a non far esplodere un ordigno nucleare. Quatermass stesso preme il bottone per detonare la bomba con l'aiuto di Hettie ed entrambi vengono annientati dall'esplosione, salvando così il pianeta.

## Comprimari
All'interno della saga di Quatermass, oltre allo stesso scienziato, non appaiono altri personaggi ricorrenti. Ogni avventura vede infatti comprimari differenti, che cambiano di volta in volta.
- Ispettore Lomax - Nella prima miniserie televisiva e nei primi due film cinematografici, il personaggio è affiancato nelle sue avventure dall'Ispettore Lomax, ispettore di polizia che lo aiuta nello sventare i diabolici piani degli extraterrestri per invadere la Terra. L'Ispettore Lomax è interpretato da Ian Colin (The Quatermass Experiment, 1953); Jack Warner (L'astronave atomica del dottor Quatermass, 1955); John Longden (I vampiri dello spazio, 1957), Adrian Dunbar (The Quatermass Experiment, 2005).
- Paula Quatermass - Nella seconda miniserie televisiva, Quatermass II (1955), si viene a scoprire che Bernard Quatermass ha una figlia, Paula. La ragazza, che lo assiste nelle sue ricerche missilistiche e lo affianca durante tutta l'avventura, ha un fidanzato, il capitano John Dillon. Paula Quatermass è interpretata da Monica Grey.
- Hettie Carlson - Nella quarta miniserie televisiva, Quatermass Conclusion - La Terra esplode, tra i protagonisti appare la nipote di Bernard Quatermass, una dei tanti giovani attratti dal culto del "Planet People". Hettie Carlson è interpretata da Rebecca Saire.

## Produzione

### Televisione
Rudolph Cartier venne incaricato di dirigere la prima serie televisiva in sei puntate, The Quatermass Experiment. Qualche mese prima aveva diretto uno spettacolo trasmesso dalla BBC, intitolato It Is Midnight, Dr. Schweitzer, e offrì così la parte di Quatermass a uno degli attori che vi presero parte, André Morell che però rifiutò l'offerta; venne quindi chiamato un altro degli attori dello stesso cast, Reginald Tate, che accettò. La serie fu un successo e il British Film Institute più tardi ne parlerà come di "una delle più importanti serie degli anni cinquanta". L'anno seguente il responsabile dei programmi della BBC, Cecil McGivern - che inizialmente temeva che gli spettatori non avrebbero accettato un nome così inusuale per un personaggio principale - fece notare, in riferimento all'imminente lancio del network rivale ITV, che: «Nella competizione con una televisione avversaria, batteremo il loro sabato sera fintanto che continuerà The Quatermass Experiment. Avremo bisogno di altri programmi al suo livello».
Venne commissionato nel 1955 una seconda serie, Quatermass II, ma Reginald Tate morì di attacco cardiaco un mese prima l'inizio della produzione e venne rimpiazzato da John Robinson, al momento l'unico attore disponibile. Robinson non era a suo agio nel sostituire Tate e nei dialoghi tecnici che doveva sostenere e la sua interpretazione venne poi criticata come "robotica", mentre altri, come Andrew Pixley sul Time Screen Magazine, lo elogiarono per aver fatto un buon lavoro dopo il primo episodio della serie.
Dall'estate del 1957 cominciò a lavorare alla sceneggiatura del terzo capitolo conclusivo della saga, Quatermass and the Pit, prodotto e diretto sempre da Cartier e trasmesso poi da dicembre 1958 a gennaio 1959. John Robinson non era più disponibile per interpretare il personaggio e la parte venne offerta prima ad Alec Clunes, che rifiutò, e poi ad André Morell, che accettò. Morell venne lodato da numerosi critici per aver reso il ritratto definitivo di Quatermass. La stessa serie viene incensata da parte della stessa BBC come "semplicemente la cosa più elegante che la BBC abbia mai prodotto e che giustifica il pagamento del canone a tutt'oggi." Ma, nonostante il successo, Kneale non era soddisfatto di come il personaggio apparve dalla serie tanto che in un'intervista affermò: «Io non avrei voluto riproporlo perché Quatermass aveva già salvato il mondo dalla distruzione tre volte, e mi sembra che fossero abbastanza.»
Le pellicole delle serie Quatermass II e Quatermass and the Pit sono state conservate interamente mentre di The Quatermass Experiment rimangono solo due episodi.
Nei primi anni settanta Kneale lavorava ancora alla BBC la quale annunciò di avere in programma un quarto capitolo della saga che sarebbe stato realizzato nel 1972. Così non fu, e il copione di Kneale venne prodotto solo nel 1979 in una serie della Thames Television intitolata Quatermass (Quatermass Conclusion - La Terra esplode). Questa quarta versione venne interpretato da John Mills, in una produzione dall'alto budget diretta da Piers Haggard; venne poi trasmessa dal network ITV. La casa di produzione Euston Films ne estrasse un condensato di 100 minuti per il cinema distribuito all'estero, The Quatermass Conclusion. Dopo questo capitolo, Kneale non volle scrivere un'ulteriore sequel, dichiarando in un'intervista: «L'ho fatto saltare in aria... e non mi sento incline a inventare un ''figlio di Quatermass'', comunque.» In ogni caso, nei tardi anni novanta, Kneale concepì l'idea di un prequel intitolato Quatermass in the Third Reich, ambientato nella Germania degli anni trenta. L'idea venne presentata alla BBC, che la rifiutò.
La BBC Four produsse nel 2005 un lungometraggio, remake omonimo della prima serie, The Quatermass Experiment, che venne trasmesso in diretta anziché registrato, così come avvenne per l'originale. Il protagonista è interpretato da Jason Flemyng. Il critico del Times, Sarah Vine, commentò dicendo che «Jason Flemyng dà un'interpretazione di Quatermass sorprendentemente buona... la ripresa in diretta dona allo spettacolo un dramma che avrebbe potuto venir perso nella ripresa registrata.»
Tutti i film e gli episodi sopravvissuti delle serie televisive sono stati pubblicati in DVD.

### Cinema
Contemporaneamente alla prima trasmissione sulla BBC della serie televisiva Quatermass II , la casa di produzione Hammer distribuì nel Regno Unito il lungometraggio The Quatermass Xperiment, adattamento cinematografico della prima serie, diretto da Val Guest con Brian Donlevy come protagonista; il film venne distribuito anche negli Stati Uniti. Kneale, dell'interpretazione del protagonista disse che «Anche se ho scelto il cognome di Quatermass su un elenco telefonico, il nome è stato scelto con cura: Bernard deriva da Bernard Lovell, il fondatore di Jodrell Bank. Un pioniere, un vero indagatore. Donlevy ne ha fatto un uomo freddo, un essere completamente ottuso.» Val Guest ha elogiato l'interpretazione di Donlevy, dicendo che «gli ha conferito un assoluto realismo». Il film fu il maggiore incasso ottenuto dalla Hammer fino a quel momento, ed è stato descritto da un accademico come "il più importante film di fantascienza degli anni cinquanta." Perciò nel 1956, spinta dal successo ottenuto dal film, la Hammer commissionò a Jimmy Sangster un sequel; una volta completato, il copione venne sottoposto a Kneale per l'approvazione ma questi, indignato perché la Hammer aveva usato il nome del suo personaggio senza un consenso preventivo, rifiutò l'offerta diffidando la casa di produzione a utilizzare il nome di Quatermass; la sceneggiatura venne così rivista modificando il nome del protagonista in Adam Royston lasciando il resto invariato; il personaggio fu interpretato da Dean Jagger, al posto di Brian Donlevy che avrebbe dovuto interpretare la parte del protagonista; il film venne quindi realizzato con il titolo X: The Unknown.
Nel 1957 la Hammer realizzò un adattamento della seconda serie televisiva, Quatermass II, che intitolerà Quatermass 2 con il coinvolgimento di Nigel Kneale nella sceneggiatura, con Donlevy nel ruolo di Quatermass.
La Hammer acquisì anche i diritti per produrre il successivo film Quatermass and the Pit, ma la versione cinematografica non verrà realizzata fino al 1967, diretta da Roy Ward Baker e interpretato da Andrew Keir la cui interpretazione del personaggio fu ben accolta: il quotidiano The Guardian scrisse nel 1997: "Keir ha interpretato molti film... il più gratificante, forse, rimane la versione cinematografica di Quatermass and the Pit (1967), dove pone rimedio all'assurdo sbaglio di aver assegnato il ruolo a Brian Donlevy." Poco dopo la realizzazione del film, la Hammer chiese a Kneale di scrivere una quarta avventura direttamente per il cinema, ma dell'idea non se ne fece poi nulla.
Durante gli anni novanta si è a lungo discusso della possibilità di produrre un remake di uno o più degli adattamenti cinematografici della Hammer delle storie di Quatermass, con Dan O'Bannon quale sceneggiatore di una potenziale nuova versione di L'astronave atomica del Dottor Quatermass nel 1993 ma non se ne fece mai nulla.

### Narrativa
Nel 1955 Nigel Kneale fu invitato dal Daily Express a scrivere una nuova storia di Quatermass da pubblicare a puntate sul quotidiano. Dal momento che Kneale non si sentiva pronto a pensare a una nuova storia, gli fu suggerito semplicemente di adattare Quatermass II, cosa che fece e la storia fu pubblicata a puntate sul tabloid dal 5 al 20 dicembre 1955, benché Kneale fosse stato costretto a forzare la storia a una rapida conclusione, quando il giornale perse interesse nel progetto e gli chiese di completare la storia il prima possibile. Il racconto fu successivamente raccolto in un romanzo, pubblicato nel 1962 anche in italiano con il titolo Progetto Quatermass dalla Mondadori, all'interno della collana Urania.
Un libro contenente la sceneggiatura di The Quatermass Experiment, contenente alcune fotografie di scena, venne realizzato dalla Penguin Books nel 1959. Questo venne seguito nel 1960 da una pubblicazione simile di Quatermass II e Quatermass and the Pit. Tutti e tre vennero ristampati dalla Arrow Books nel 1979, con una nuova introduzione di Nigel Kneale, in occasione della messa in onda del quarto capitolo della saga, Quatermass Conclusion - La Terra esplode.
La Arrow Books pubblicò una trasposizione letteraria della serie televisiva Quatermass Conclusion - La Terra esplode nel 1979. Questo libro venne scritto durante la produzione e contiene molto scene aggiuntive e ulteriori dettagli di sfondo non presenti nella sceneggiatura originale. Kneale offrì molte di queste scene ai produttori della serie, ma a causa dei tempi di produzione era troppo tardi per poterli incorporare.

### Radio
Nel 1995 la BBC radio produsse una serie radiofonica di Quatermass scritta da Kneale che venne trasmessa in cinque puntate intitolata The Quatermass Memoirs da BBC Radio 3, nel 1996. Quatermass venne interpretato da Andrew Keir.

### Teatro
Uno spettacolo teatrale dal vivo di Quatermass and the Pit è stato rappresentato, con il permesso di Nigel Kneale, all'aperto, in una cava nel villaggio di Cropwell Bishop, nel Nottinghamshire, nell'agosto del 1997. L'adattamento è stato scritto da Peter Thornhill e messo in scena dalla Creation Productions, con David Longford nella parte di Quatermass.

## Interpreti
- Reginald Tate (The Quatermass Experiment)
- Brian Donlevy (L'astronave atomica del dottor Quatermass e I vampiri dello spazio)
- John Robinson (Quatermass II)
- André Morell (Quatermass and the Pit)
- Andrew Keir (L'astronave degli esseri perduti e The Quatermass Memoirs)
- John Mills (Quatermass Conclusion - La Terra esplode e The Quatermass Conclusion)
- Jason Flemyng (The Quatermass Experiment)

## Influenza culturale
- Il gruppo musicale britannico rock progressivo Quatermass, attivo dal 1969 al 1990, deve il proprio nome al personaggio di Bernard Quatermass. Successivamente allo scioglimento degli stessi, il batterista Mick Underwood ha formato il gruppo Quatermass II.
- Il regista John Carpenter utilizzò lo pseudonimo di Martin Quatermass per scrivere la sceneggiatura del film Il signore del male (1987), in omaggio alla serie di Quatermass.

## Media

### Televisione
- The Quatermass Experiment (1953), miniserie televisiva in sei episodi, trasmessa dal canale BBC One
- Quatermass II (1955), miniserie televisiva del in sei episodi, trasmessa dal canale BBC One
- Quatermass and the Pit (1958-1959), miniserie televisiva in sei episodi, trasmessa dal canale BBC One
- Quatermass Conclusion - La Terra esplode (Quatermass, 1979), miniserie televisiva in quattro episodi, trasmessa dal canale Thames Television, distribuita anche in un condensato cinematografico intitolato The Quatermass Conclusion, regia di Piers Haggard
- The Quatermass Experiment (2005), film per la televisione trasmesso dal canale BBC Four, remake della serie originale del 1953

### Cinema
- L'astronave atomica del dottor Quatermass (The Quatermass Xperiment, 1955), regia di Val Guest
- I vampiri dello spazio (Quatermass 2, 1957), regia di Val Guest
- L'astronave degli esseri perduti (Quatermass and the Pit, 1967), regia di Roy Ward Baker
- The Quatermass Conclusion (The Quatermass Conclusion, 1979), condensato cinematografico della serie televisiva Quatermass Conclusion - La Terra esplode (Quatermass), regia di Piers Haggard

### Radio
- The Quatermass Memoirs (1996), radiodramma trasmesso dal canale BBC Radio 3

### Libri
- Nigel Kneale L'esperimento Quatermass (The Quatermass Experiment), Penguin Books 1959
- Nigel Kneale Progetto Quatermass (Quatermass II), Penguin Books 1960 - Pubblicato in 6 parti in Urania dal N° 281 del Maggio 1962 al N° 286 del Luglio 1962, Mondadori, Milano
- Nigel Kneale Quatermass e il pozzo (Quatermass and the Pit) Penguin Books 1960 - Pubblicato in 6 parti in Urania dal N° 300 del Gennaio 1963 al N° 305 dell'Aprile 1963, Mondadori, Milano
- Nigel Kneale Quatermass: la Terra esplode (The Quatermass Conclusion), 1979 - Pubblicato in Urania N° 868 del Dicembre 1980, Mondadori, Milano